# Бор (Кіровський район)
Бор (рос. Бор) — село в Кіровському районі Ленінградської області, Росія. Належить до муніципального утворення Сухівське сільське поселення.

## Географія
Село розташоване в північно-східній частині району на автодорозі 41К-123 на захід від центру сільського поселення села Сухе. Через село протікає річка Кобона.